# Club 1889
Der Club 1889 ist ein Verein im schweizerischen Samedan zur Erhaltung, Restaurierung und Pflege von historischen Lokomotiven und Eisenbahnwagen der Rhätischen Bahn.

## Verein
Der Verein hatte Ende 2021 rund 700 Mitglieder aus der Schweiz und dem Ausland. Rund 20 aktive Mitglieder realisieren ehrenamtlich Restaurierungsprojekte in der RhB-Betriebswerkstätte von Samedan mit zwei Arbeitsgruppen aus Samedan und Landquart. Seit 2021 hat der Club 1889 eine eigene Jugendgruppe, die Bünder Kulturbahn-Jugend (BKJ). In dieser Untergruppe sind 14- bis 20-jährige Mitglieder organisiert.
Der Club 1889 war 2003 neben den Vereinen pro Salonwagen RhB, Dampffreunde der Rhätischen Bahn und Bahnhistorisches Museum Albula (eine Vorgängerorganisation des heutigen Bahnmuseum Albula Bergün) Gründungsmitglied des Dachverbands historic RhB. Darin ist der Club 1889 der größte Verein und betreibt innerhalb des Verbands den Erhalt und die Pflege des historisch wertvollen RhB-Rollmaterials, das nicht unter der Obhut der RhB steht. Mit der Rhätischen Bahn, der Museumsbahn Blonay–Chamby, dem Verband für Industriekultur und Technikgeschichte (VINTES) und dem WAGI Museum Schlieren werden enge Kontakte gepflegt.

### Vereinsgründung

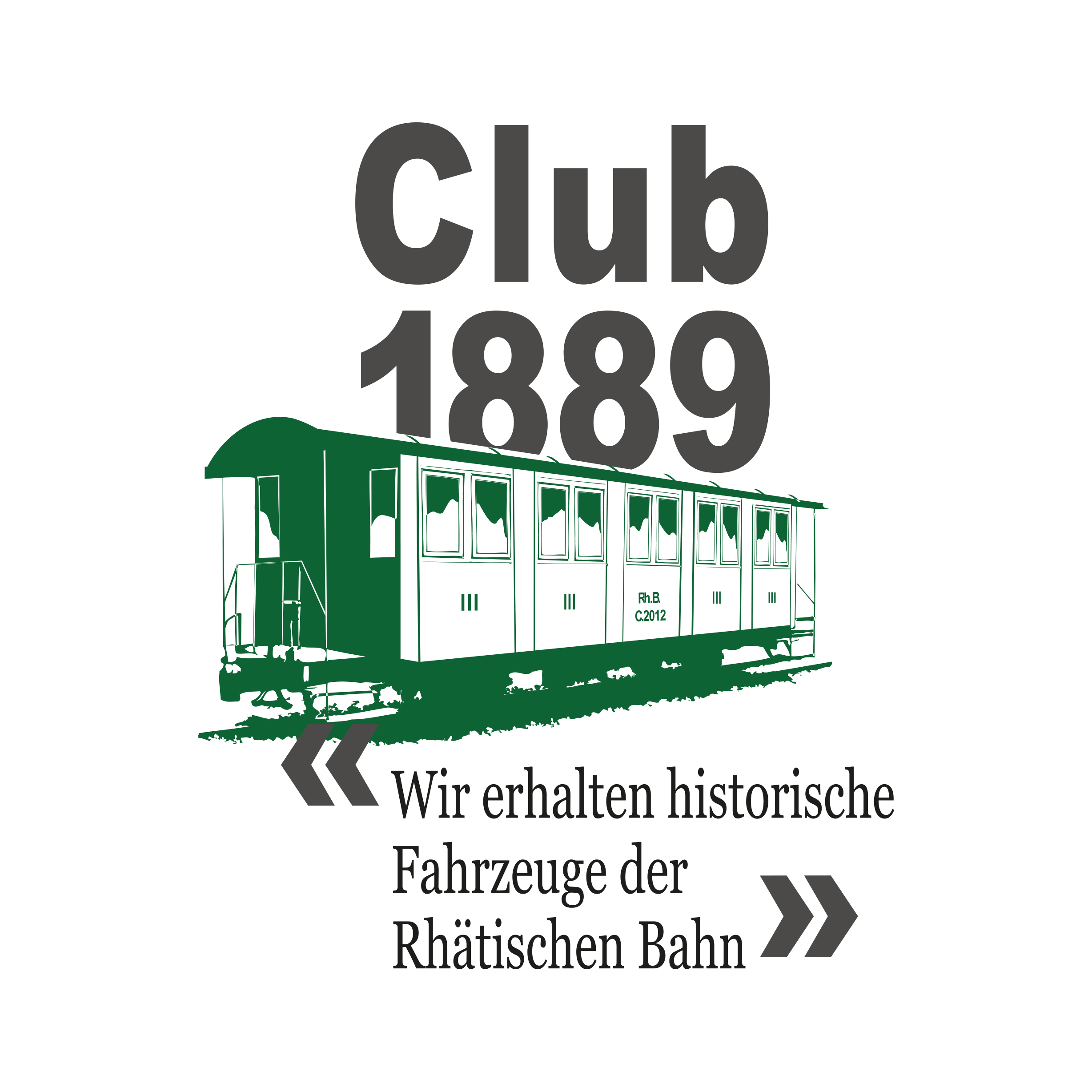

Der Club 1889 wurde am 19. März 1996 in Samedan im Kanton Graubünden in der Schweiz als Verein im Beisein eines Vertreters der Direktion der Rhätischen Bahn (RhB) gegründet. Unmittelbarer Anlass für die Vereinsgründung waren der Erhalt und die Aufarbeitung des ältesten Reisezugwagens C. 32. der RhB von 1889, der kurz vor der Verschrottung stand. Das Baujahr des Wagens, welches gleichzeitig das Eröffnungsjahr der Schmalspurbahn Landquart–Davos (Vorgängerunternehmen der RhB) ist, gab dem Verein seinen Namen.

## Vereinstätigkeiten

### Restaurierung historischer Lokomotiven und Eisenbahnwagen der Rhätischen Bahn
Hauptbetätigungsfeld des Vereins ist das Restaurieren historischer Lokomotiven und Wagen. Von 1996 bis 2022 hat der Club 1889 durchschnittlich jährlich rund CHF 120'000.– mit selber organisierten Spendengeldern und Arbeitsleistungen der Mitglieder in etwa gleicher Höhe in die historischen RhB-Fahrzeuge investiert. Sporadisch wird der Club 1889 finanziell bei Restaurierungen nach denkmalpflegerischen Aspekten von der Denkmalpflege Graubünden unterstützt.
Bis 2022 wurden durch den Verein 16 Fahrzeuge (Waggons und Lokomotiven) aus den Jahren 1889 bis 1927 restauriert, die ganz überwiegend im Eigentum der Rhätischen Bahn stehen. Die Lokomotiven Heidi und Berninakrokodil kaufte der Verein.

#### Rückführung Dampflok G 3/4 11 «Heidi» und Umbau auf Ölfeuerung

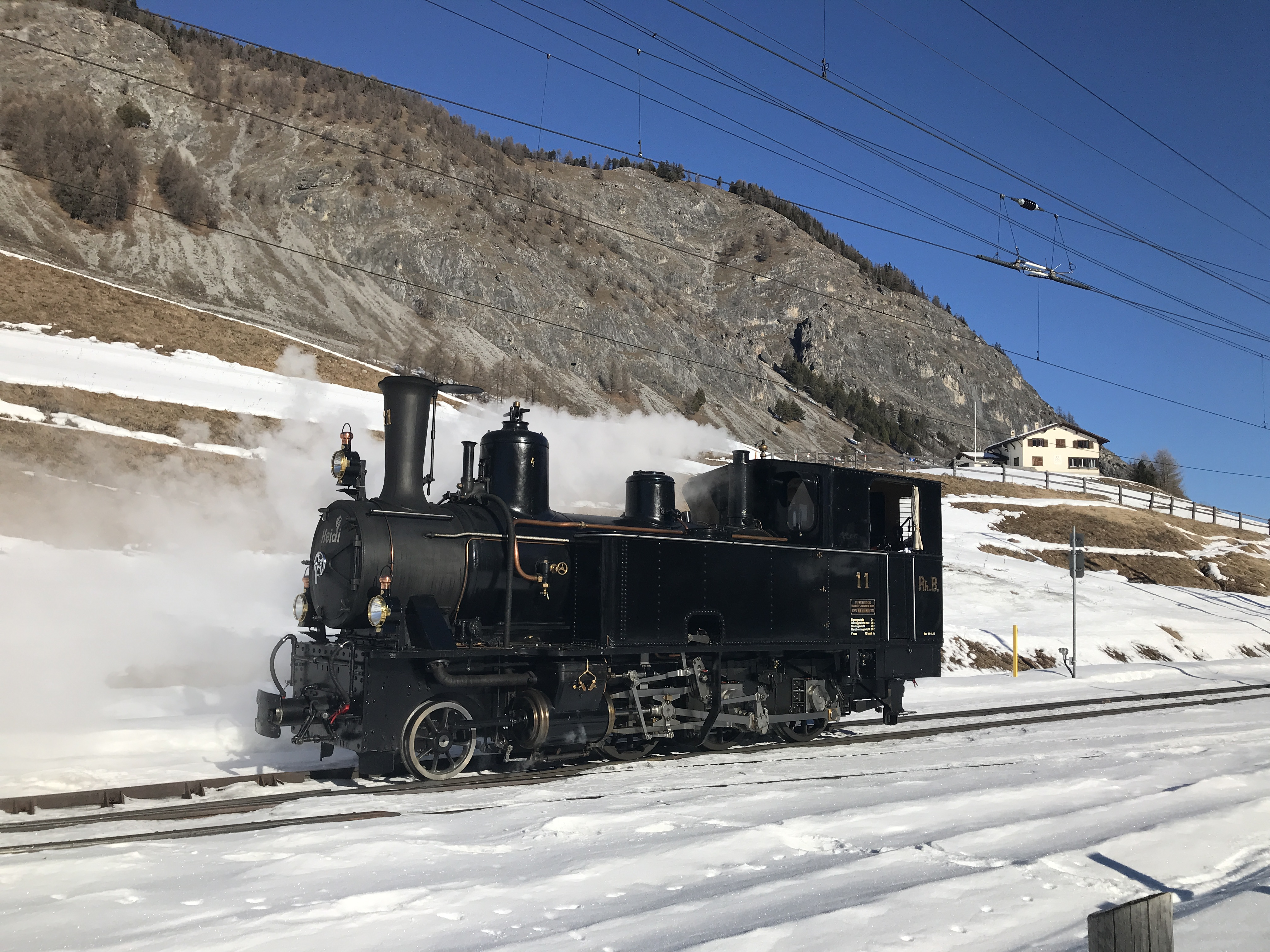

1999 konnte der Club 1889 die Dampflok G 3/4 11 von 1902 von den Modelleisenbahnfreunden Eiger Zweilütschinen MEFEZ, welche sie für Extrafahrten bei den Berner Oberland-Bahnen einsetzten, nach Graubünden überführen. Nach einer sehr umfangreichen, zehn Jahre dauernden Aufarbeitung und dem Umbau auf Ölfeuerung mit neuem Dampfkessel wurde die Lok 2015 in Betrieb genommen. Sie führt seither mehrmals jährlich Extrazüge für die RhB, den Club 1889 und andere Vereine auf dem Stammnetz der RhB.
Durch die Verwendung von Heizöl EL als Brennstoff ist die Lokomotive wegen des fehlenden Funkenflugs, welcher bei Waldbrandgefahr zu Flurbränden führen kann, und der aktuellen Probleme bei der Beschaffung von geeigneter Steinkohle, flexibel und allzeit einsetzbar. Zudem wird sie 2 bis 3 Tage vor einem Einsatz schonend mit einer mobilen, elektrischen Zugvorheizanlage aufgeheizt, was personelle und energetische Vorteile bringt.

#### Rückführung Berninakrokodil RhB Ge 4/4 182

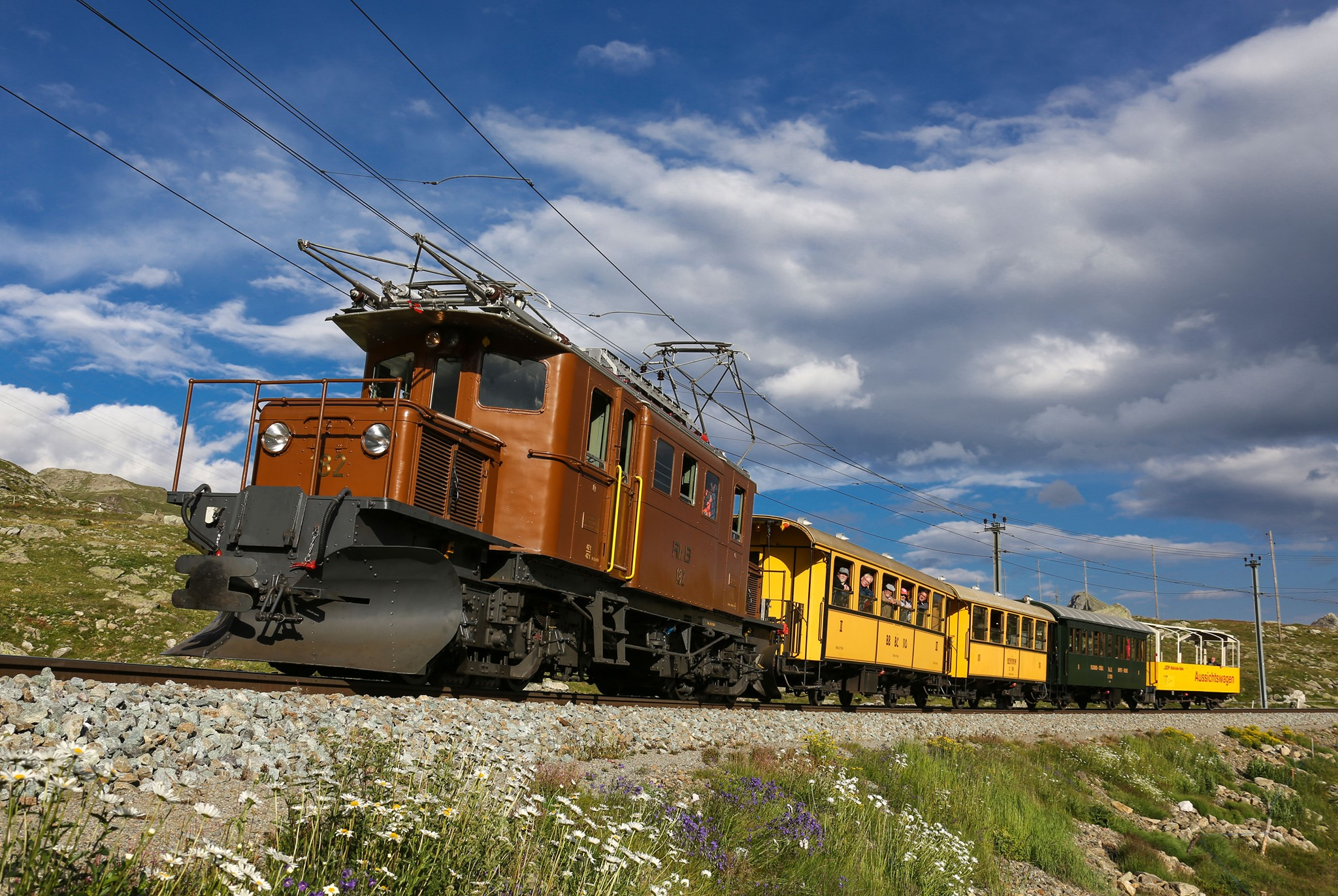

Ebenfalls 1999 konnte die eigens aus juristischen Gründen als Untergruppe des Club 1889 in Samedan gegründete Associazione 182 die desolate Ge 4/4 182 von 1927 der ehemaligen Berninabahn von einem Abstellgelände beim Bahnhof Saint-Georges-de-Commiers der La-Mure-Bahn aus einer privaten Konkursmasse loslösen und nach Graubünden zurückführen. Nach einer ebenfalls rund zehn Jahre dauernden Restaurierungszeit wurde die Lok 2010 auch gegen Widerstände der damaligen Depot- und Rollmaterialverantwortlichen der RhB in Betrieb genommen. Sie führt eher selten Extrazüge über die Berninabahn.

### Betreuung Wageneinstellhalle Samedan
Im Zusammenhang hiermit steht die durch den Club 1889 initiierte und zum größten Teil mit Hilfe eigener Gönner finanzierte Wagen-Einstellhalle in Samedan, die der Verein innerhalb von historic RhB betreut. Die Einstellhalle wurde 2016 vom Engadiner Architekten Romano Brasser in Holzbauweise erstellt und befindet sich im Eigentum der RhB, wobei historic RhB bis 2066 über ein Nutzungsrecht verfügt.

### Inventarisierung erhaltenswerter historischer RhB-Fahrzeuge
Ergänzt werden die Restaurierungsbemühungen des Vereins durch die Inventarisierung der Fahrzeuge der Rhätischen Bahn. Bereits vor der Vereinsgründung hatten einzelne spätere Gründungsmitglieder des Vereins entscheidende Impulse zum Erhalt des historischen RhB-Rollmaterials auf dem Stammnetz und auf der Berninabahn gesetzt.
Die RhB verfügte nicht nur über einzelne historische Zugskompositionen wie z. B. einen Dampfzug und einen Salonwagenzug, sondern konnte mit den damals noch vorhandenen historischen Fahrzeugen fast lückenlos die gesamte Tourismus-, Industrie- und Landwirtschaftsgeschichte des Kantons Graubünden aus bahntechnischer Sicht und aus Sicht der Schienenfahrzeugindustrie der Schweiz ab 1889 abbilden. Sie besitzt eine fast vollständige Fahrzeugsammlung ihrer Betriebsgeschichte ab 1889 mit Dampf-, Gleichstrom-/Wechselstrom- und Diesellokomotiven, Triebwagen, Reisezugwagen aller früheren Wagenklassen, Bahnpost-, Gepäck- und Güterwagen für die wichtigsten Transportgüter sowie mit Schienen-Schneeräumfahrzeugen mitsamt einer seltenen Schneedampfschleuder.
Erste Grundlagenarbeiten, mit dem Ziel diese Fahrzeugsammlung integral zu erhalten, führten zu ersten Inventarisierungen des historischen Rollmaterials durch die späteren Clubmitglieder 1992 und nach Vereinsgründung 1998.
Das Fahrzeuginventar von 1992 wurde dem Bündner Heimatschutz (BHS) eingereicht. Dieser bestätigte, es sei ein Anliegen, „dass kulturgeschichtlich wertvolle Zeugen erhalten bleiben“ und leitete das Inventar der RhB weiter. Die RhB-Direktion antwortete: „Auch bei der RhB ist man sich des historischen Werts des Rollmaterials vergangener Tage bewusst. Die Erhaltung repräsentativer Vertreter typischer Generationen stellt einerseits eine gewisse historische Verpflichtung dar, anderseits ist damit ein nicht unbeträchtlicher Zusatzaufwand verbunden. Aus diesen finanzpolitischen Gründen – und erst recht in der gegenwärtigen, sehr angespannten finanziellen Situation von Bund und Kanton Graubünden – sind der RhB die Hände recht stark gebunden“. Sie versprach aber, bis zum Vorliegen einer Erhaltungsstrategie, keine allfällig wertvollen Fahrzeuge wegzugeben oder verschrotten zu lassen. Damit war der Grundstein für weitere Zusammenarbeit für den Club 1889 mit der RhB gelegt.

#### Kantonales Fahrzeuginventar
Das private Inventar von 1998 diente der Denkmalpflege Graubünden als Grundlage für eine denkmalpflegerische Würdigung und Wertung der historischen Fahrzeuge der RhB. Diese Würdigung umfasst ein detailliertes Fahrzeuginventar.

#### Liste erhaltenswerter historischer Fahrzeuge
Seit der Gründung von historic RhB 2003 wird zwischen historic RhB und der RhB auf der Grundlage eines Zusammenarbeitsvertrags eine Liste mit den erhaltenswerten, historischen RhB-Fahrzeugen geführt. Diese Liste wurde 2022 um Zugskompositionen aktueller und zukünftiger historischer Züge ergänzt.

#### Liste erhaltenswerter historischer Fahrzeuge als Grundstein für «Bündner Bahnkultur»
Von 2019 bis 2020 verfasste die grischaconsulta Beratungen AG, Maienfeld, eine Erarbeitung einer Strategie zur RhB-Bahnkultur in Graubünden im Auftrag der Bündner Regierung, welche die touristische Relevanz auch von historischen RhB-Erlebniszügen aufzeigt. Dabei nahmen die Autoren als wichtiges Element einer Bündner Bahnkultur in Abstimmung mit historic RhB die Liste mit den erhaltenswerten historischen RhB-Fahrzeugen in ihre Studie auf.

### Touristische Angebote
Über seine Tätigkeiten bei der Restaurierung und der Erhaltung des historischen Eisenbahnmaterials hinaus ist der Verein auch touristisch tätig.

#### Catering auf historischen Zügen
Eine eigene Catering-Gruppe verpflegt Reisende in öffentlichen RhB-Dampfzügen auf der Kantons-Südseite, auf Charterfahrten und bei Vereinsfahrten in den historischen Bistro- und Barwagen des Club 1889 (RhB C 114 La Bucunada, Filisurer-Stübli und F 4) auf dem Stammnetz und der Berninalinie.

#### FairFotografie
Der Finanzierung des Vereinszwecks dient auch der 2017 durch den Club 1889 namens des Dachverbands historic RhB eingeführte FairFotoPass. Gegen ein jährliches Entgelt erhalten Trainspotter neben einem Pass in einer wetterfesten Plastikhülle Informationen zu Einsätzen historischer RhB-Züge. Damit wurde ein jahrelanger Konflikt über die Verwendung von Fotografien zur Kostentragung von Extrazügen beigelegt.

#### Schweizweites Reiseportal für historische Züge
Der Club 1889 betreibt mit der Homepage www.bahnoldtimer.ch ein ehrenamtlich unterhaltenes schweizweites Reiseportal für historische Bahnfahrten. Die Homepage beinhaltet neben einer Agenda mit historischen Eisenbahnfahrten auch ein umfassendes Verzeichnis von Schweizer Vereinen, Stiftungen und Bahnen, die über historisches Rollmaterial verfügen und dieses in öffentlichen Zügen oder für Charterfahrten einsetzen.

## 20-jähriges Vereinsjubiläum 2016 und Ausblick
Die Vision einer touristischen Erschließung Graubündens mit historischen Zügen wurde pünktlich zum 20-jährigen Bestehen des Vereins 2016 angepeilt.

### 20-Jahr-Jubiläum «Bahnoldtimer im Stundentakt» 2016

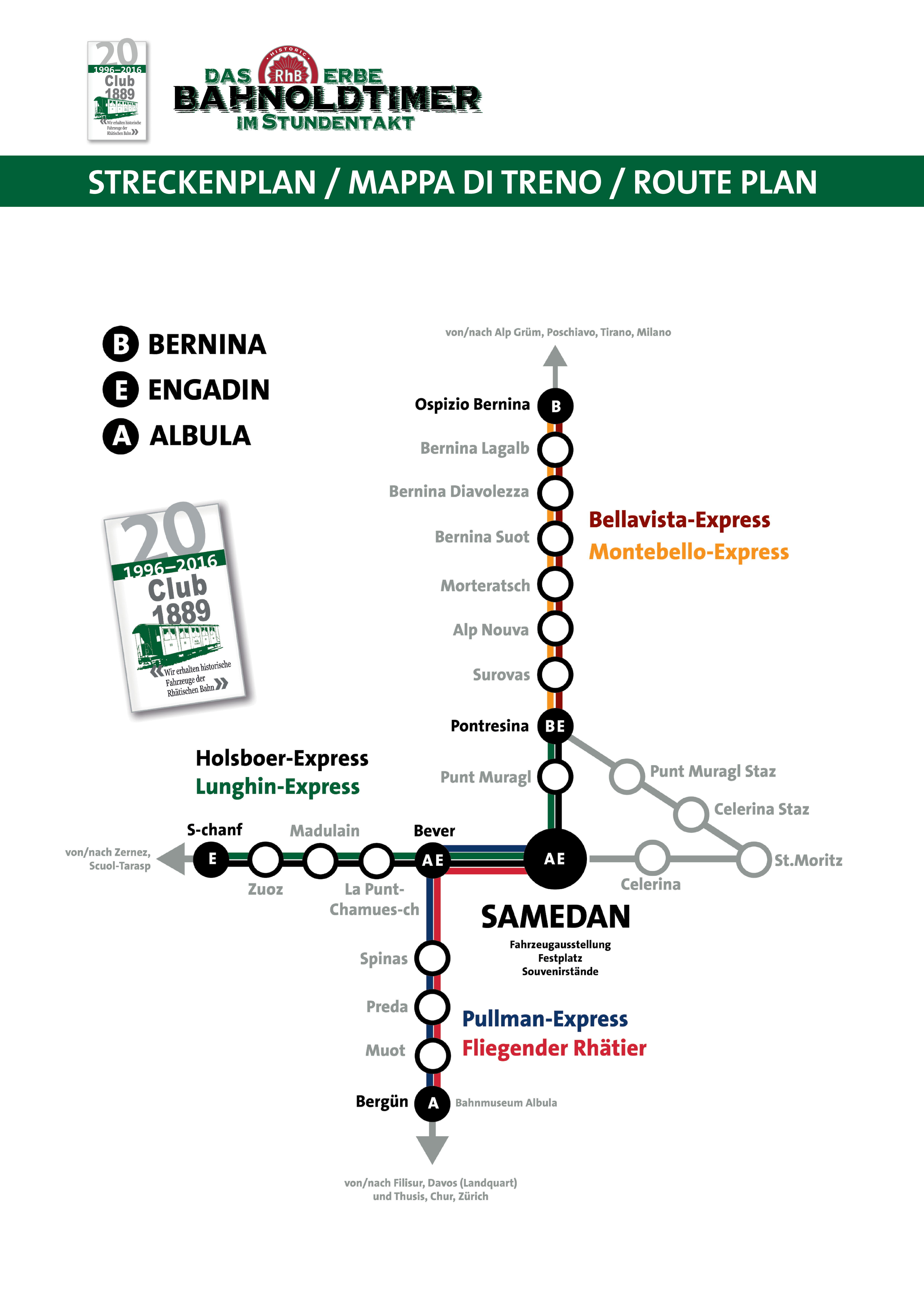
Streckenplan, 2016

Zum 20-Jahr-Jubiläum organisierten Clubmitglieder am Wochenende vom 14.–16. Oktober 2016 das Jubiläumsangebot Bahnoldtimer im Stundentakt. Das Jubiläumsmotto dieses Angebots lautete: Fest unter Bahnfreunden in schönen historischen Zügen.
In einem personellen Großaufgebot wurden in enger Absprache mit der RhB auf drei Bahnlinien zwischen Bergün, Samedan, S-chanf und Ospizio Bernina insgesamt 7 historische Eisenbahnzüge im Stundentakt betrieben. Dieser Großanlass, zu welchem rund 2000 Eisenbahnbegeisterte aus 15 Nationen im Oberengadin begrüßt werden konnten, stieß nicht nur in der Fachpresse europaweit auf Resonanz, auch die Verantwortlichen der RhB und das einheimische Gewerbe zeigten sich beeindruckt. Mit diesem Anlass konnte der Club 1889 erstmals in Graubünden aufzeigen, dass historische Eisenbahnzüge, wenn sie sinnvoll und erlebnisreich geplant und eingesetzt werden, auf ein großes Interesse stoßen und dadurch durchaus einen touristischen Wert für den Kanton Graubünden schaffen können.

### Idee einer Museumsbahn auf der Bahnlinie Davos Platz–Filisur
Der Club 1889 veröffentlichte bereits 2001 in der Vereinszeitschrift Dr Insider den Artikel Der Traum vom Bahnmekka Graubünden: Davos–Filisur mit historischen Zügen. Die besagte Bahnstrecke in der Zügenschlucht eignet sich laut den Autoren dank geringer Frequenzen gut für einen fahrplanmäßigen Betrieb historischer Eisenbahnzüge. 2018 hat die RhB zwar keine eigentliche Museumsbahn, dafür aber einen Nostalgiezug zwischen Davos Platz und Filisur lanciert, welcher zwischen Mai und Oktober einmal am Vormittag und einmal am Nachmittag die Strecke mit je einem Kurs hin und zurück anstelle eines Regelzugs bedient. Im ersten Jahr nach der Einführung führte der Nostalgiezug zu einer Zunahme an Reisenden auf der Strecke von 9,5 %